# Åkers och Selebo tingslag
Åkers och Selebo tingslag var ett tingslag i Södermanlands län och Livgedingets domsaga, bildat den 1 januari 1881 (enligt beslut den 19 september 1879) genom sammanslagning av Åkers tingslagoch Selebo tingslag. Tingslaget upplöstes den 1 januari 1948 (enligt beslut den 10 juli 1947) då det slogs ihop med Rekarne tingslag för att bilda Livgedingets domsagas tingslag.
Tingsplats var Strängnäs.

## Ingående områden
Tingslaget omfattade häraderna Selebo och Åker. Den 1 januari 1947 (enligt beslut den 12 april 1946) upphörde Strängnäs stads rådhusrätt och staden lades under tingslaget och Livgedingets domsaga.